# Biertułtowy
Biertułtowy (niem. Birtultau) – część miasta Radlin, będąca jego centrum administracyjnym. Znajduje się tu m.in. Urząd Miasta, Miejski Ośrodek Kultury oraz Miejski Ośrodek Sportu i Rekreacji.

## Historia
Biertułtowy były wzmiankowane już w 1305 r. jako Bertholdi villa. Stanowiły odrębną gminę jednostkową w powiecie Rybnik; w 1871 roku gmina Birtultau liczyła 826 mieszkańców.
Od 1922 w Polsce i województwie śląskim, w powiecie rybnickim. W 1931 roku liczyły już 4583 mieszkańców. 1 września 1932 zniesiono gminę Biertułtowy, włączając ją do gminy jednostkowej Radlin.
W latach 1945–1950 należały do zbiorowej gminy Radlin z ośrodkiem administracyjnym w Biertułtowach, w 1954 w gromadzie Radlin, 1954–75 w mieście Radlin, 1975–96 w mieście Wodzisław Śląski. W 1997 po pozostaniu historycznego Radlina (Radlin II) w granicach Wodzisławia, Obszary wraz z Głożynami i Obszarami utworzyły miasto Radlin.